# 6174 Polybius
A 6174 Polybius (ideiglenes jelöléssel 1983 TR2) a Naprendszer kisbolygóövében található aszteroida. Norman Thomas fedezte fel 1983. október 4-én.